# 김성립
김성립(金誠立, 1562년 ~ 1592년)은 조선 중기의 문신이다. 자는 여견(汝見) 혹은 여현(汝賢), 호는 서당(西堂), 본관은 안동이다. 허엽의 사위로, 시인 허난설헌(許蘭雪軒)의 남편이다.

## 생애
5대가 문과에 급제한 문벌의 고관의 자제로 태어나, 부사를 지낸 허엽의 딸 허난설헌과 결혼하였으나 관계는 원만하지 못하였다. 여러 번 과거에 응시하였으나 낙방하던 중, 1589년 증광문과에 병과로 급제하여 홍문관저작(弘文館著作)을 지냈으나, 1592년 임진왜란 때 의병을 일으켜 왜군과 싸우던 중 전사하였으며, 시체를 찾지 못해 그의 의복만을 가지고서 장사지냈다 한다. 아들이 없어 양자 진(振)을 입양하였다. 사후 이조참판이 추증되었다. 시(詩)에 명성이 높았다.

## 가족 관계
친가 안동 김씨
- 증조부 : 김노(金魯)
  - 할아버지 : 김홍도(金弘道)
    - 아버지 : 김첨(金瞻)
    - 어머니 : 송기수(宋麒壽)의 딸
      - 정처 : 허난설헌(許蘭雪軒)
        - 장남 : 김희윤(요절)
        - 장녀 : 김씨(요절)

      - 계처 : 홍씨(洪氏)
        - 양아들 : 김진(金振) - 생부 김정립(金正立)

처가 양천 허씨
- 장인 : 허엽(許曄, 양천허씨)
- 장모 : 청주한씨
  - 처남 : 허성 - 허난설헌의 이복오빠
- 장모 : 강릉 김씨
  - 처남 : 허봉(許篈, 양천허씨)
  - 처남 : 허균(許筠, 양천허씨)

## 같이 보기
- 임진왜란
- 허난설헌
- 허균
- 허성
- 허봉
- 허엽
- 허준
- 이정빈